# Tau Ceti f
Tau Ceti f (τ Ceti f / τ Cet f) serait une planète extrasolaire (exoplanète) de type super-Terre en orbite dans la zone habitable de l'étoile Tau Ceti,. Elle serait située à une distance d'environ 12 années-lumière de la Terre dans constellation méridionale de la Baleine (Cetus en latin). Son existence reste à confirmer en raison de l'amplitude similaire des signaux planétaires supposés et du signal stellaire.

## Découverte
La supposée planète a été mise en évidence par la méthode des vitesses radiales, via l'étude de données fournies par le spectromètre à haute résolution HARPS de l'ESO, l'Anglo-Australian Planet Search et l'instrument HIRES de l'Observatoire W. M. Keck.
La méthode d'analyse des données, mise au point par l'équipe à l'origine de la découverte, présente la particularité de permettre la détection de signaux deux fois plus petits que ce que l'on pensait possible jusqu'alors (décembre 2012).

## Habitabilité
Tau Ceti f se situerait dans la bordure extérieure de la zone habitable, c'est-à-dire dans la partie de cette zone qui est la plus éloignée de Tau Ceti (son étoile). Elle recevrait donc 27 % seulement de la luminosité que reçoit la Terre, ce qui impliquerait une température moyenne de −40 °C si son atmosphère était de composition similaire à la nôtre. Si la vie s'y est développée, il pourrait alors plutôt s'agir d'organismes extrêmophiles de type psychrophiles (aimant le froid). Toutefois, les planètes de type super-Terre sont supposées être dotées d'une atmosphère plus épaisse que la Terre, générant un effet de serre plus important. Dans ce cas, il se pourrait que Tau Ceti f soit davantage semblable à la Terre et donc favorable au développement d'une vie complexe comparable à la nôtre, laquelle nécessite des températures comprises entre 0 °C et 50 °C.